# Cubla
Cubla és un municipi d'Aragó, situat a la província de Terol i enquadrat a la comarca de la Comunitat de Terol. Està situat al peu de la Serra de Javalambre, a una altitud de 1.088 m. Té una àrea de 48,63 km² amb una població de 52 habitants (INE 2016) i una densitat de 1,07 hab/km².

## Política

### Últims alcaldes de Cubla
| Període   | Alcalde                    | Partit |  |
| --------- | -------------------------- | ------ |  |
| 1979-1983 | Demetrio Ballestero Blasco | UCD    |  |
| 1983-1987 |                            |        |  |
| 1987-1991 |                            |        |  |
| 1991-1995 |                            |        |  |
| 1995-1999 |                            |        |  |
| 1999-2003 | Santiago Esteban Esteban   | PAR    |  |
| 2003-2007 | Santiago Esteban Esteban   | PAR    |  |
| 2007-2011 | Santiago Esteban Esteban   | PAR    |  |
| 2011-2015 | Ángeles Gómez Navarro      | PP     |  |
| 2015-2019 | Ángeles Gómez Navarro      | PP     |  |
| 2019-2023 | Santiago Esteban Esteban   | PAR    |  |

### Resultats electorals
| Elecciones municipales |      |      |      |      |
| Partido                | 2003 | 2007 | 2011 | 2015 |
| PP                     | -    | -    | 2    | 2    |
| PAR                    | 1    | 1    | 1    | 1    |
| PSOE                   | -    | -    | -    | -    |
| Total                  | 1    | 1    | 3    | 3    |